# Barbaza
Pour les articles homonymes, voir Barbaza (homonymie).
Barbaza (officiellement municipalité de Barbaza : en Kinaray-a Banwa kang Barbaza ; en hiligaïnon Banwa sang Barbaza ; en tagalog : Bayan ng Barbaza) est une municipalité de quatrième classe de la province d'Antique, aux Philippines.
Lors du recensement de 2020, sa population s'élève à 23 359 habitants.

## Géographie
Barbaza est l'une des dix-huit municipalités de la province d'Antique, sur l'île de Panay, dans la région des Visayas occidentales au centre des Philippines ; elle est située  sur la côte ouest de l'île, au bord de la mer de Sulu, à 62 kilomètres au nord de San Jose de Buenavista, chef-lieu de la province.
Le mont Nangtud (en), haut de 2 074 mètres, situé au nord-est de Barbaza, fait partie de la chaîne de montagnes au centre de l'île de Panay.
D'une superficie totale de 154,36 kilomètres carrés, Barbaza est divisée administrativement en 39 barangays (districts) :
- Baghari
- Bahuyan
- Beri
- Biga-a
- Binangbang
- Binangbang Centro
- Binanu-an
- Cadiao
- Calapadan
- Capoyuan
- Cubay
- Esparar
- Gua
- Idao
- Igpalge
- Igtunarum
- Embrangga-an
- Integasan
- Ipil
- Jinalinan
- Lanas
- Langcaon (Evelio Javier)
- Lisub
- Lombuyan
- Mablad
- Magtulis
- Marigne
- Mayabay
- Mayos
- Nalusdan
- Narirong
- Palma
- Poblacion
- San Antonio
- San Ramon
- Soligao
- Tabongtabong
- Tig-Alaran
- Yapo

## Liens
- (en) « Barbaza », sur http://www.antique.gov.ph (version du 16 avril 2013 sur Internet Archive)